# Simão Júnior
Aurísio Saliu Fernandes Embalo Júnior, meglio noto come Simão Júnior (Agualva-Cacém, 29 agosto 1998), è un calciatore portoghese naturalizzato guineense, difensore del Banga Gargždai.

## Carriera

### Club
Ha giocato prima divisione dei campionati georgiano e lituano e nella seconda divisione portoghese.

### Nazionale
Il 26 marzo 2021 ha esordito con la nazionale guineense giocando l'incontro vinto 1-3 contro l'eSwatini, valido per le qualificazioni alla Coppa delle nazioni africane 2021.

## Statistiche

### Presenze e reti nei club
Statistiche aggiornate al 29 settembre 2021.
| Stagione               | Squadra                | Campionato             | Campionato | Campionato | Coppe nazionali | Coppe nazionali | Coppe nazionali | Coppe continentali | Coppe continentali | Coppe continentali | Altre coppe | Altre coppe | Altre coppe | Totale | Totale |
| Stagione               | Squadra                | Comp                   | Pres       | Reti       | Comp            | Pres            | Reti            | Comp               | Pres               | Reti               | Comp        | Pres        | Reti        | Pres   | Reti   |
| ---------------------- | ---------------------- | ---------------------- | ---------- | ---------- | --------------- | --------------- | --------------- | ------------------ | ------------------ | ------------------ | ----------- | ----------- | ----------- | ------ | ------ |
| 2018-2019              | Moura                  | CdP                    | 25         | 1          |                 | -               | -               |                    | -                  | -                  |             | -           | -           | 25     | 1      |
| 2019-2020              | Cova da Piedade        | SL                     | 1          | 0          |                 | -               | -               |                    | -                  | -                  |             | -           | -           | 1      | 0      |
| 2020-2021              | Cova da Piedade        | SL                     | 22         | 0          | CP              | 1               | 0               |                    | -                  | -                  |             | -           | -           | 23     | 0      |
| Totale Cova da Piedade | Totale Cova da Piedade | Totale Cova da Piedade | 23         | 0          |                 | 1               | 0               |                    | -                  | -                  |             | -           | -           | 24     | 0      |
| 2021-2022              | Vilafranquense         | SL                     | 4          | 0          |                 | -               | -               |                    | -                  | -                  |             | -           | -           | 4      | 0      |
| Totale carriera        | Totale carriera        | Totale carriera        | 52         | 1          |                 | 1               | 0               |                    | -                  | -                  |             | -           | -           | 53     | 1      |

### Cronologia presenze e reti in nazionale
| Cronologia completa delle presenze e delle reti in nazionale ― Guinea-Bissau | Cronologia completa delle presenze e delle reti in nazionale ― Guinea-Bissau | Cronologia completa delle presenze e delle reti in nazionale ― Guinea-Bissau | Cronologia completa delle presenze e delle reti in nazionale ― Guinea-Bissau | Cronologia completa delle presenze e delle reti in nazionale ― Guinea-Bissau | Cronologia completa delle presenze e delle reti in nazionale ― Guinea-Bissau | Cronologia completa delle presenze e delle reti in nazionale ― Guinea-Bissau | Cronologia completa delle presenze e delle reti in nazionale ― Guinea-Bissau |
| Data                                                                         | Città                                                                        | In casa                                                                      | Risultato                                                                    | Ospiti                                                                       | Competizione                                                                 | Reti                                                                         | Note                                                                         |
| ---------------------------------------------------------------------------- | ---------------------------------------------------------------------------- | ---------------------------------------------------------------------------- | ---------------------------------------------------------------------------- | ---------------------------------------------------------------------------- | ---------------------------------------------------------------------------- | ---------------------------------------------------------------------------- | ---------------------------------------------------------------------------- |
| 26-3-2021                                                                    | Manzini                                                                      | eSwatini                                                                     | 1 – 3                                                                        | Guinea-Bissau                                                                | Qual. Coppa d'Africa 2021                                                    | -                                                                            | 61’                                                                          |
| Totale                                                                       |                                                                              | Presenze                                                                     | 1                                                                            |                                                                              | Reti                                                                         | 0                                                                            |                                                                              |